# World Games 2017/Teilnehmer (Kroatien)
| Gelbes Symbol für Goldmedaillen mit stilisierten Olympischen Ringen | Graues Symbol für Silbermedaillen mit stilisierten Olympischen Ringen | Braundes Symbol für Bronzemedaillen mit stilisierten Olympischen Ringen |
| ------------------------------------------------------------------- | --------------------------------------------------------------------- | ----------------------------------------------------------------------- |
| —                                                                   | 2                                                                     | 2                                                                       |

Kroatien nahm an den World Games 2017 in Breslau teil. Die kroatische Delegation bestand aus 23 Athleten.

## Medaillengewinner

### Silber
| Name | Sportart      | Wettkampf              |
| --- | ------------- | ---------------------- |
| Dario Begonja Lucian Bura Zvonimir Dikić Ivan Dumencić David Henigman Ivan Jurić Tomislav Lauš Dominik Marković Josip Sandrk Matej Semren | Beachhandball | Mannschaft             |
| Cubela Pero | Boules        | Präzisions-Schießspiel |

### Bronze
| Name           | Sportart          | Wettkampf    |
| -------------- | ----------------- | ------------ |
| Matija Mihalic | Feldbogenschießen | Recurvebogen |
| Muhamet Deskaj | Kickboxen         | K1 63,5 kg   |

## Teilnehmer nach Sportart

### Beachhandball
| Wettbewerb    | Männer |
| ------------- | --- |
| Athleten      | Dario Begonja Lucian Bura Zvonimir Dikić Ivan Dumencić David Henigman Ivan Jurić Tomislav Lauš Dominik Marković Josip Sandrk Matej Semren |
| Gruppenphase  | Ägypten 2:0 Polen 2:0 Ungarn 2:1 |
| Viertelfinale | Australien 2:0 |
| Halbfinale    | Katar 2:1 |
| Finale        | Brasilien 1:2 |
| Platzierung   | Silber |

### Boules
| Athleten        | Wettbewerb             | Qualifikation | Qualifikation | Halbfinale    | Halbfinale    | Finale        | Finale        | Rang   |
| Athleten        | Wettbewerb             | Punkte        | Rang          | Gegner        | Ergebnis      | Gegner        | Ergebnis      | Rang   |
| --------------- | ---------------------- | ------------- | ------------- | ------------- | ------------- | ------------- | ------------- | ------ |
| Frauen          |                        |               |               |               |               |               |               |        |
| Virginia Bajric | Schießspiel            | 42            | 7             | ausgeschieden | ausgeschieden | ausgeschieden | ausgeschieden | 7      |
| Athleten        | Wettbewerb             | Qualifikation | Qualifikation | Finale        | Finale        | Finale        | Finale        | Rang   |
| Athleten        | Wettbewerb             | Punkte        | Rang          | Punkte        | Punkte        | Rang          | Rang          | Rang   |
| Männer          |                        |               |               |               |               |               |               |        |
| Cubela Pero     | Präzisions-Schießspiel | 37            | 3             | 17            | 17            | 2             | 2             | Silber |

### Feldbogenschießen
| Männer         |               |     |    |              |       |                |         |                   |         |                       |                  |                |                  |               |               |               |
| Domagoj Buden  | Compoundbogen | 696 | 21 | –            | –     | Louw Nel       | 147:140 | Sebastien Peineau | 147:145 | Camilo Andres Cardona | 147 (10):147 (9) | Esmaeil Ebadi  | 143 (10):143 (X) | Peter Elzinga | 144:141       | Bronze        |
| Ivan Markeš    | Compoundbogen | 696 | 21 | –            | –     | Abhishek Verma | 147:146 | Peter Elzinga     | 147:149 | ausgeschieden         | ausgeschieden    | ausgeschieden  | ausgeschieden    | ausgeschieden | ausgeschieden | ausgeschieden |
| Matija Mihalic | Recurvebogen  | 356 | 3  | Mark Nesbitt | 89:87 | –              | –       | –                 | –       | –                     | –                | Amedeo Tonelli | 61:62            | Wataru Oonuki | 60:63         | 4             |

### Flossenschwimmen
| Männer           |                    |         |   |   |
| Adrijan Omicevic | 100 m Doppelflosse | 44,12 s | 7 | 7 |

### Indoor-Rudern
| Männer         |                              |            |   |
| Juraj Prokopec | 2000 m Offene Gewichtsklasse | 6:36,3 min | 7 |

### Karate
| Athleten       | Wettbewerb    | Vorrunde      | Vorrunde | Vorrunde      | Vorrunde | Vorrunde     | Vorrunde | Halbfinale    | Halbfinale    | Finale / Platz 3 | Finale / Platz 3 | Rang          |
| Athleten       | Wettbewerb    | Gegner        | Ergebnis | Gegner        | Ergebnis | Gegner       | Ergebnis | Gegner        | Ergebnis      | Gegner           | Ergebnis         | Rang          |
| -------------- | ------------- | ------------- | -------- | ------------- | -------- | ------------ | -------- | ------------- | ------------- | ---------------- | ---------------- | ------------- |
| Männer         |               |               |          |               |          |              |          |               |               |                  |                  |               |
| Andjelo Kvesic | Kumite +84 kg | Achraf Ouchen | 3:5      | Kenny Guillem | 3:0      | Michal Babos | 1:2      | ausgeschieden | ausgeschieden | ausgeschieden    | ausgeschieden    | ausgeschieden |

### Kickboxen
| Männer         |            |                  |        |                 |               |                    |                       |               |               |               |
| Muhamet Deskaj | K1 63,5 kg | Aleksei Fedoseev | 2:1    | Orfan Sananzade | 1:2           | Aleksander Kalicki | Sieger durch Walkover | Bronze        |               |               |
| Ivan Cuklin    | K1 86 kg   | Roman Piatnica   | 0:3    | ausgeschieden   | ausgeschieden | ausgeschieden      | ausgeschieden         | ausgeschieden | ausgeschieden | ausgeschieden |
| Ivan Stanic    | K1 91 kg   | Igor Darmeshkin  | 0:3    | ausgeschieden   | ausgeschieden | ausgeschieden      | ausgeschieden         | ausgeschieden | ausgeschieden | ausgeschieden |
| Ante Verunica  | K1 +91 kg  | Michal Turynski  | 0:3 KO | ausgeschieden   | ausgeschieden | ausgeschieden      | ausgeschieden         | ausgeschieden | ausgeschieden | ausgeschieden |

### Sportklettern
| Athleten    | Wettbewerb | Qualifikation | Qualifikation | Finale        | Finale        | Rang          |
| Athleten    | Wettbewerb | Ergebnis      | Rang          | Ergebnis      | Rang          | Rang          |
| ----------- | ---------- | ------------- | ------------- | ------------- | ------------- | ------------- |
| Männer      |            |               |               |               |               |               |
| Borna Cujic | Bouldern   | 0t 1b3        | 9             | ausgeschieden | ausgeschieden | ausgeschieden |